# راي لونش
راي لونش (بالإنجليزية: Ray Lynch)‏ هو عازف بيانو وموسيقي أمريكي، ولد في 3 يوليو 1943 في يوتا في الولايات المتحدة.

## وصلات خارجية
- الموقع الرسمي
- راي لونش على موقع IMDb (الإنجليزية)
- راي لونش على موقع ميوزك برينز (الإنجليزية)
- راي لونش على موقع ديسكوغز (الإنجليزية)